# Кислая требуха

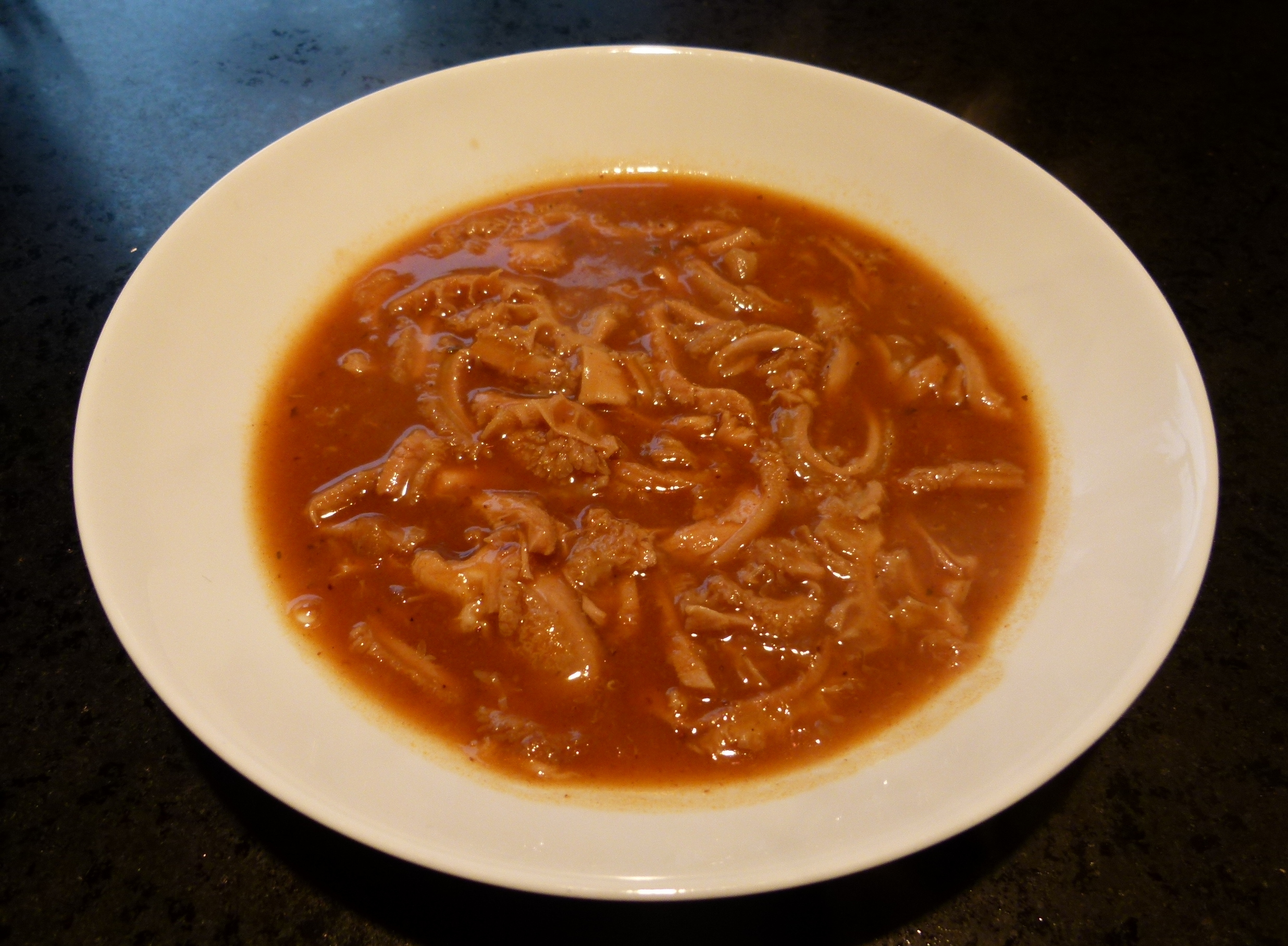
«Кислая требуха»

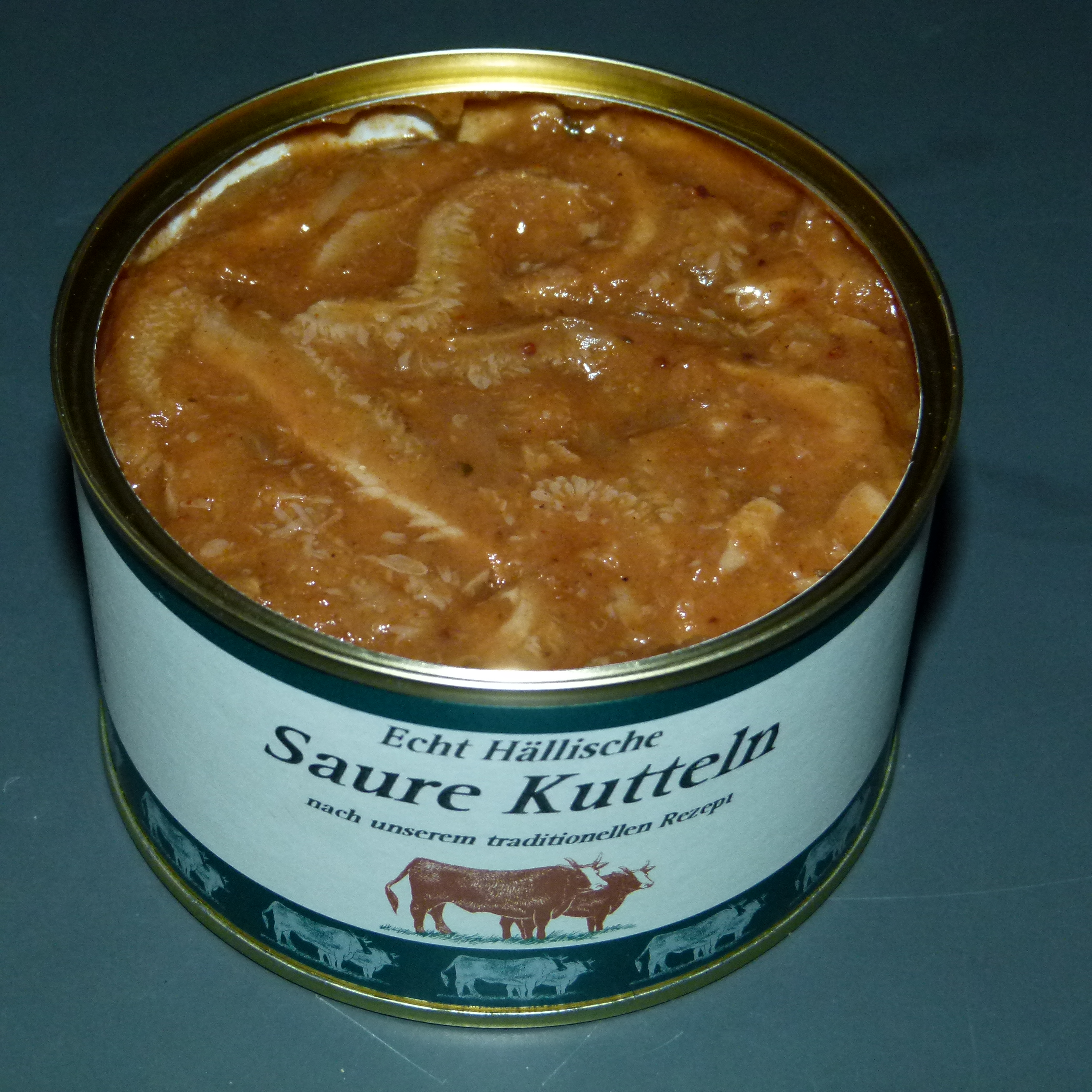
Консервированная «кислая требуха»

«Кислая требуха» (нем. Saure Kutteln) — горячее блюдо баденской и швабской кухни, рагу из требухи. В прошлом считалось «едой для бедных», в настоящее время имеет статус «неординарного блюда», «на любителя». Со слов Альфонса Шубека, на Севере Германии отварным коровьим желудком покормят разве что собаку, но на юге страны, в Бадене, Швабии и Баварии, «кислая требуха» с булкой — самая типичная и любимая закуска. Для швабов «кислая требуха» — своего рода опознавательный маркер «свой-чужой»: настоящий шваб смотрит на требуху без отвращения и поглощает её, не дрогнув. «Кислая требуха» — обязательный пункт программы празднования швабского карнавала, в особенности в Жирный четверг.
Для приготовления блюда требуху режут мелко соломкой и около часа пассеруют до мягкости в мучном соусе с пряностями: лавровым листом, можжевеловой ягодой и перцем. Кислый вкус блюду обеспечивают уксус или вино. Похожие рецепты приготовления есть и в других регионах Германии под другими названиями и с добавлением других субпродуктов, в частности, печени, почек и сердца.
«Кислую требуху» едят с хлебом, а также сервируют с жареным картофелем. В Германии в продаже имеется консервированная «кислая требуха».